# Luzerne (Iowa)
Luzerne – miasto w Stanach Zjednoczonych, w stanie Iowa, w hrabstwie Benton. W 2000 roku liczyło 105 mieszkańców.